# Ripe (Trecastelli)
Ripe (Rip' in dialetto gallo-piceno) è un centro abitato della provincia di Ancona nelle Marche, capoluogo del comune sparso di Trecastelli, di cui costituisce un municipio.

## Storia
A seguito di un referendum indetto il 19 e 20 maggio 2013 e la successiva approvazione del consiglio della regione Marche del 17 luglio 2013, il comune di Ripe è confluito, in data 1º gennaio 2014, nel nuovo comune di Trecastelli, del quale è adesso un municipio insieme agli ex comuni di Monterado e Castel Colonna.

### Simboli
Lo stemma di Ripe si blasonava:
Il gonfalone era un drappo rosso.

## Monumenti e luoghi d'interesse
- Chiesa parrocchiale di San Pellegrino

## Società

### Evoluzione demografica
Abitanti censiti

## Amministrazione
| Periodo         | Periodo          | Primo cittadino     | Partito              | Carica  | Note  |
| --------------- | ---------------- | ------------------- | -------------------- | ------- | ----- |
| 3 dicembre 1987 | 10 giugno 1990   | Antonio Francesconi | Democrazia Cristiana | Sindaco | [ 5 ] |
| 10 giugno 1990  | 24 aprile 1995   | Antonio Francesconi | Democrazia Cristiana | Sindaco | [ 5 ] |
| 24 aprile 1995  | 14 giugno 1999   | Antonio Francesconi | Centro-sinistra      | Sindaco | [ 5 ] |
| 14 giugno 1999  | 14 giugno 2004   | Sandrino Grossi     | Lista civica         | Sindaco | [ 5 ] |
| 14 giugno 2004  | 8 giugno 2009    | Sandrino Grossi     | Lista civica         | Sindaco | [ 5 ] |
| 8 giugno 2009   | 31 dicembre 2013 | Faustino Conigli    | Lista civica         | Sindaco | [ 5 ] |

## Sport

### Calcio a 11
La squadra di calcio è il Victoria Brugnetto dai colori sociali bianco e azzurro che milita in Seconda Categoria.

Territorio dell'ex comune di Ripe nella provincia di Ancona